# Keep Your Hands Off My Power Supply
Keep Your Hands Off My Power Supply è un album in studio del gruppo rock britannico Slade, pubblicato nel 1984 solo in Stati Uniti e Canada.
Si tratta di una versione "re-packaged" dell'album The Amazing Kamikaze Syndrome, uscito in Regno Unito e nel resto d'Europa e del mondo nel dicembre 1983.

## Tracce
Tutte le tracce sono state scritte da Noddy Holder e Jim Lea.

Side 1
1. Run Runaway – 5:01
2. My Oh My – 4:12
3. High and Dry – 3:13
4. Slam the Hammer Down – 3:24
5. In the Doghouse – 2:47

Side 2
1. Keep Your Hands Off My Power Supply – 3:33
2. Cheap 'n' Nasty Luv – 2:42
3. Can't Tame a Hurricane – 2:32
4. (And Now the Waltz) C'est La Vie – 3:42
5. Ready to Explode – 8:11

## Formazione
- Noddy Holder - voce, chitarra
- Dave Hill - chitarra, cori
- Jim Lea - basso, cori, tastiera, chitarra, voce (10)
- Don Powell - batteria, percussioni